# Renvall

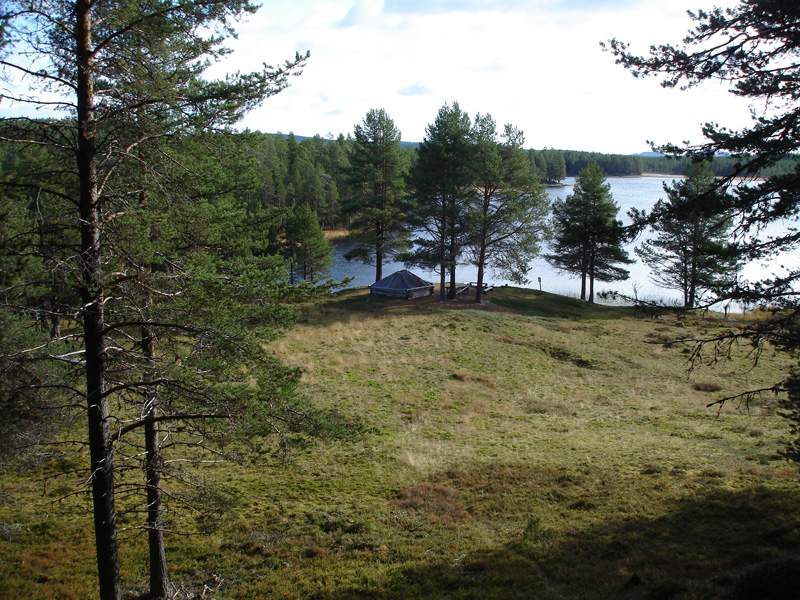
Koppsele vid Malån var fram till slutet av 1800-talet ett skogssamiskt viste. Den öppna ytan – renvallen – har sedermera använts för slåtter.

En renvall är en plats som använts för mjölkning av renar under sommaren och hösten. Eftersom marken på renvallen trampades och gödslades av renarna fick den en avvikande, frodig vegetation präglad av gräs och örter. Renvallen kunde omges av en inhägnad, och man kunde därför också tala om ett rengärde eller en rengärda. Ett rengärde kan också vara en modern anläggning för att hålla renar inom ett begränsat område för skiljning, märkning  utfodring eller slakt, men sådana anläggningar kallas inte för renvallar.
Den systematiska mjölkningen av renkor upphörde i allmänhet i början av 1900-talet, och därmed upphörde också bruket av renvallar. Ofta kan dock vallarna fortfarande ses som öppna ytor i skogen. Ibland kan man hitta gamla mjölkningshandtag – en pinne infäst i trädstammen, eller ett uthugget handtag – där renkon bands under mjölkningen. I närheten finns ofta lämningar efter ett viste med kåtor och förrådsbodar. Den avvikande vegetationen gör att gamla renvallar även kan upptäckas på satellitbilder.
En del av de välgödslade renvallarna förvandlade till åker. Många av lappmarkernas nybyggen anlades i anslutning till renvallar.
I fornminnesregistret används ordet renvall eller lappvall för en yta med tydlig påverkan av renskötsel.